# Romain Cardis
Romain Cardis (* 12. August 1992 in Melun) ist ein französischer Radrennfahrer.

## Sportlicher Werdegang
Nach dem Wechsel in die U23 fuhr Cardis bis 2015 für die französischen Radsportvereine Véranda Rideau Sarthe und Vendée U. In der Saison 2014 erhielt er zwar die Möglichkeit als Stagiaire für das damalige Team Europcar zu fahren, jedoch kam es noch zu keinem Anschlussvertrag.
Im darauffolgenden Jahr war Cardis der dominierende Fahrer bei der Tour du Loir-et-Cher, so dass er zur Saison 2016 doch einen Vertrag beim zwischenzeitlich von Europcar zu Direct Énergie umbenannten Team erhielt. Gleich in der ersten Saison nahm er mit der Vuelta a España an der bisher einzigen Grand Tour seiner Karriere teil. Den bisher größten Erfolg erzielte Cardis, als er bei der Tour de Wallonie 2018 die erste Etappe gewann und für einen Tag das Trikot des Führenden trug.
Nach fünf Jahren bei Direct Énergie wechselte Cardis zur Saison 2021 zum französischen UCI Continental Team St. Michel-Auber 93. Für sein neues Team gewann er im März 2021 das Eintagesrennen Paris–Troyes.

## Erfolge

### Straße
2015
- Gesamtwertung, zwei Etappen, Punktewertung und Nachwuchswertung Tour du Loir-et-Cher

2018
- eine Etappe Tour de Wallonie

2021
- Paris–Troyes

### Bahn
2013
- Französischer Meister – Mannschaftsverfolgung

## Grand-Tour-Platzierungen
| Grand Tour            | 2016 |
| --------------------- | ---- |
| Giro d’ItaliaGiro     | –    |
| Tour de FranceTour    | –    |
| Vuelta a EspañaVuelta | 148  |